# Chiniak
Chiniak (Alutiiq: Cing’iyak) ist ein census-designated place (CDP) im Kodiak Island Borough in Alaska. Das U.S. Census Bureau ermittelte bei der Volkszählung 2020 eine Einwohnerzahl von 61.

## Geographie
Das Chiniak CDP erstreckt sich über eine Halbinsel südlich der Chiniak Bay an der Ostküste von Kodiak Island. Chiniak befindet sich 22 km südsüdöstlich vom Inselhauptort Kodiak. Eine Straße führt von Kodiak nach Chiniak. Am „Chiniak Highway“, der entlang der Südküste der Chiniak Bay verläuft, befinden sich eine Reihe von Anwesen.

## Geschichte
1880 berichtete Ivan Petroff beim Zensus 1880 von einem Eskimo-Dorf namens „Chiniak“ mit 24 Bewohnern. Das Dorf wurde vermutlich kurz darauf aufgegeben. Bis 1990 wurde das Gebiet wiederbesiedelt von Nicht-Indigenen. Chiniak ist seit 1990 ein census-designated place. 

## Demografie
Zum Zeitpunkt der Volkszählung im Jahre 2020 (U.S. Census 2020) hatte Chiniak 61 Einwohner auf einer Landfläche von 100,3 km². Von den Einwohnern waren 38 Weiße, 19 Indigene sowie ein Asiate. Beim Zensus im Jahr 2000 wurden 50 Einwohner gezählt, 2010 waren es 47.